# Авл Постумій Альб Регіллен (консул 464 року до н. е.)
Авл Посту́мій Альб Регілле́н (лат. Aulus Postumius Albus Regillensis; ? — після 458 до н. е.) — політичний та військовий діяч часів Римської республіки, консул 464 року до н. е.

## Життєпис
Походив з патриціанського роду Постуміїв. Син Авла Постумія Альба Регіллена, консула 496 року до н. е. Про молоді роки немає відомостей. 
У 464 році до н. е. його було обрано консулом разом з Спурієм Фурієм Медулліном Фузом. Того року тривала війна з еквами. Регіллен відповідав за захист міста, доки його колега брав участь у війні. Постумій зумів відбити рейди еквів до околиць Риму.
458 року до н. е. був у складі посольства до еквів задля укладання мирної угоди, згодом брав участь в битві при Алгіді, де еквам було завдано рішучої поразки. Про подальшу долю його нічого невідомо.